# Rīgas Melnais balzams

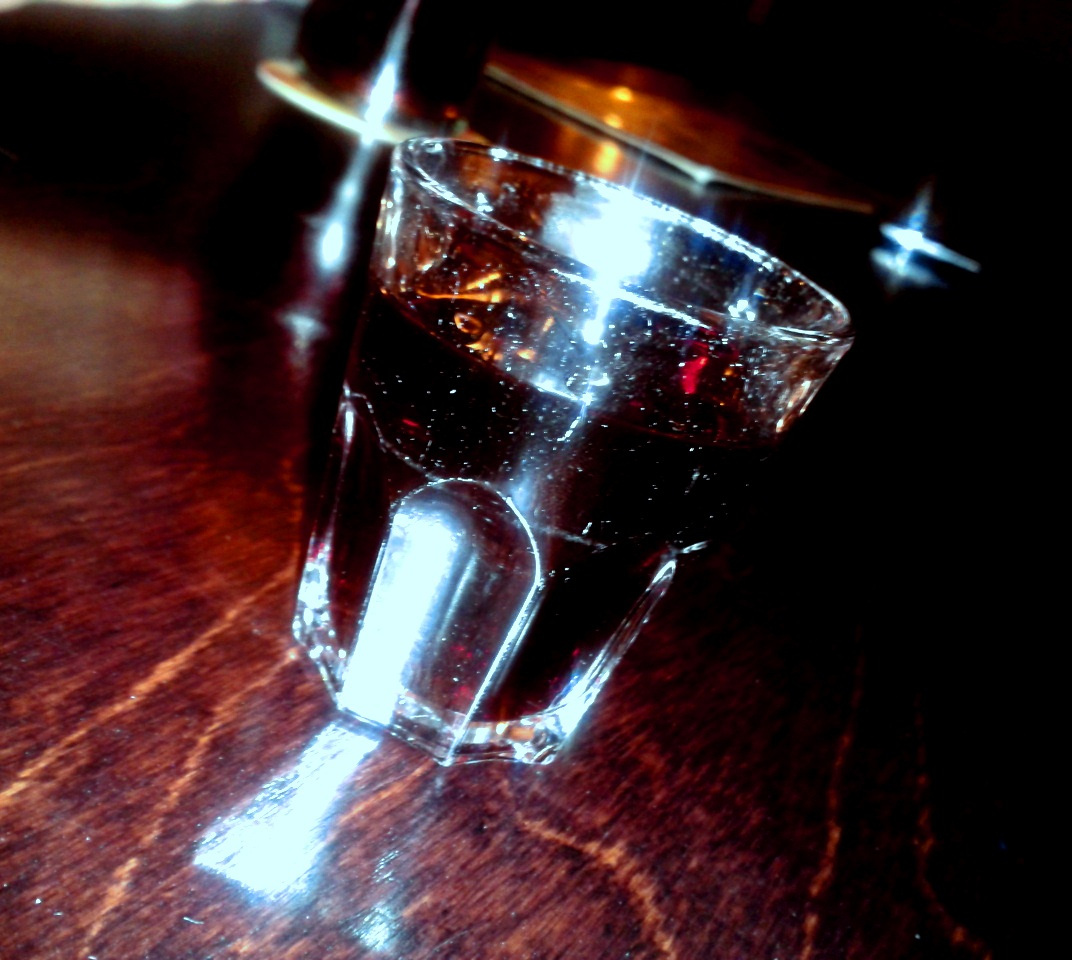
Rīgas Melnais balzams

Rīgas Melnais balzams (anglojęzyczna nazwa: Riga Black Balsam, pol. Balsam Czarny Ryski) – tradycyjny łotewski likier ziołowy o zawartości alkoholu 45% wytwarzany w oparciu o kilkadziesiąt składników roślinnych. Napój w czystej postaci ma czarną barwę oraz gorzki ziołowy smak z delikatną słodkawą nutą. 
Balsam jest sprzedawany w ceramicznych butelkach, które chronią zawartość przed promieniami słonecznymi i wysoką temperaturą.
Czarny Balsam można spożywać w czystej postaci, ale także jako dodatek do Schnappsa, akwawity, wódki, kawy, herbaty, czy innych napojów.

## Historia
Recepturę łotewskiego likieru opracował Abrahams Kunce (niem. Abraham Kunze), ryski farmaceuta i kowal. Nazwał on swój napój Kunces melnais balzams, czyli czarny balsam Kuncego. Pierwszy spisany przekaz odnośnie do likieru pochodzi z roku 1752 i to ta data znajduje się obecnie na etykiecie Rīgas Melnais balzams. Miejska legenda głosi, że w 1789 roku czarny balsam podano chorującej na niestrawność carycy Katarzynie II. Kuracja okazała się skuteczna, co pozwoliło importować napój na carski dwór.
W 1847 roku założono fabrykę Albertsa Volfšmitsa (niem. Albert Wolfschmidt), w której aż do 1940 roku produkowano Ryski Balsam Ziołowy. W roku 1860 napój otrzymał swoją pierwszą nagrodę – srebrny medal na wystawie w Sankt Petersburgu. W trakcie II wojny światowej tradycyjna receptura została zagubiona, jednak w 1950 roku, dzięki rozmowom z przedwojenną załogą, w tym Maigą Podračniece, udało się odtworzyć historyczne proporcje składników. W 1976 suma wyprodukowanego Czarnego Balsamu osiągnęła poziom 10 milionów litrów. W 2001 roku zakład, wytwarzający likier, otrzymał certyfikat ISO 9001.
Czarny Balsam pijali lub pijają Charles de Gaulle, brytyjska królowa Elżbieta II oraz kolejni przywódcy na Kremlu.

## Współczesność
Czarny Balsam produkowany jest przez spółkę AS Latvijas balzams. Tradycyjny Rīgas Melnais balzams sprzedaje się w ceramicznych butelkach o pojemności 3, 1,5 i 1 l, 750, 700, 500, 350, 275, 200 oraz 50 ml, butelkach plastikowych o pojemności 1 l i 500 ml, a także puszkach o pojemności 500 i 40 ml. 
Prowadzona jest także sprzedaż napoju Rīgas Melnais balzams upeņu o zawartości 30% alkoholu, który jest mieszaniną Czarnego Balsamu i soku z czarnej porzeczki. Dostępny jest również Riga Black Balsam Cream o śmietankowych, waniliowych oraz karmelowych dodatkach i zawartości alkoholu 17%.
Czarny Balsam również dziś cieszy się międzynarodową renomą, co potwierdzają liczne nagrody zdobyte podczas wystaw kulinarnych.
W 1991 roku otwarto pierwszy na Łotwie, a czternaście lat później pierwszy na Litwie sklep firmowy. W roku 2008 w Rydze otwarto bar Riga Black Magic, który serwuje liczne potrawy i napoje, których składnikiem jest Czarny Balsam. Wnętrza lokalu stylizowane są na połowę XVIII wieku. 
Spółka AS Latvija balzams eksportuje Czarny Balsam do wielu krajów na całym świecie, jak choćby Stanów Zjednoczonych. W Polsce balsam ryski rozprowadza firma JANUS S.A. z Torunia. Obecne na rynku są tradycyjny balsam czarny w butelkach 0,5 i 0,7 oraz balsam upominkowy z kieliszkami.

## Receptura

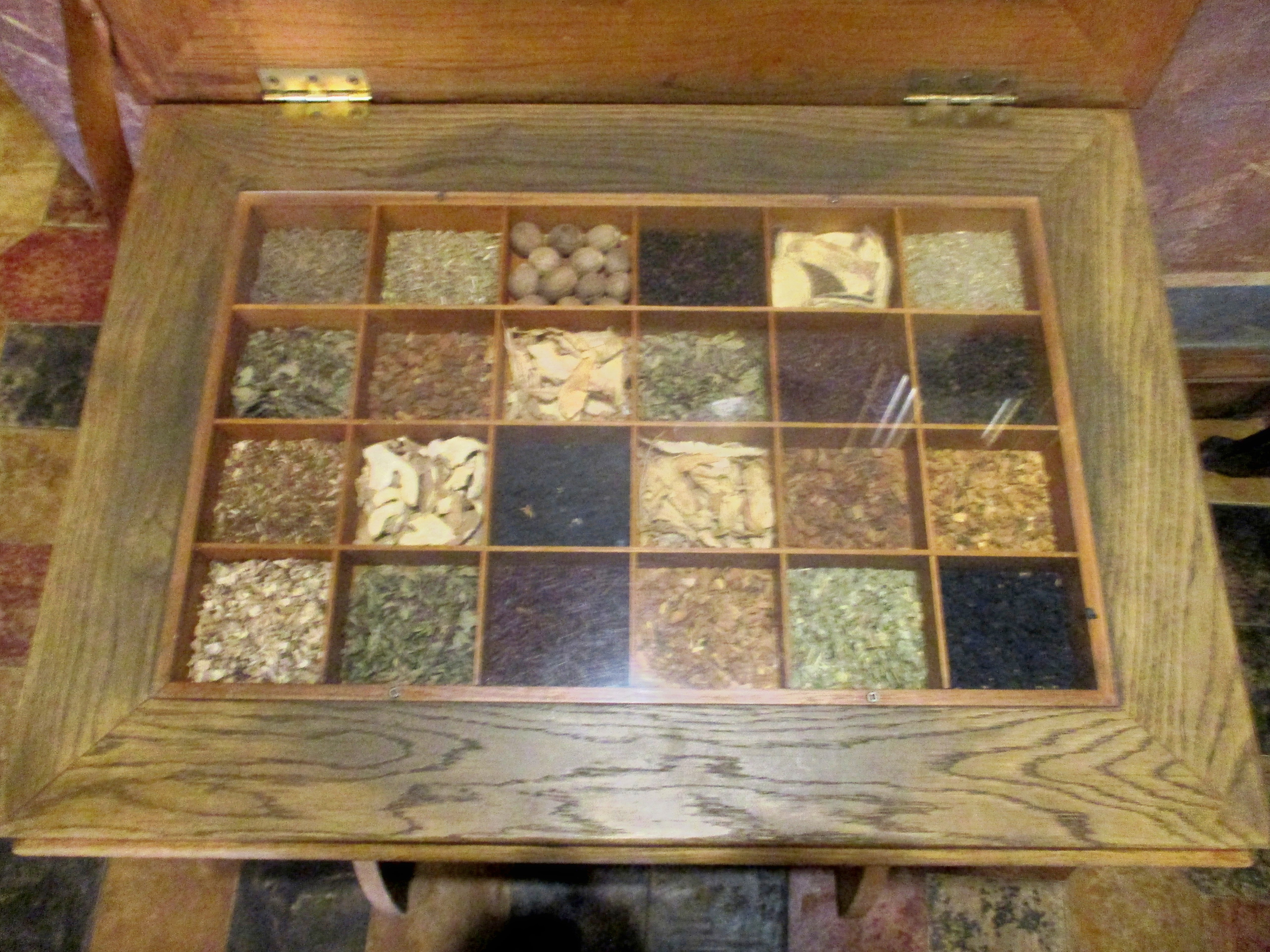
Składniki Rīgas Melnais balzams

Receptura balsamu nie jest publicznie znana. Wśród 24 składników znajdują się najprawdopodobniej: kwiat lipy, pączki brzozowe, miód, arnika górska, korzeń kozłka lekarskiego, mięta pieprzowa, piołun, kłącze tataraku, jagody, maliny, kora dębu, skórka pomarańczowa, imbir, gałka muszkatołowa, czarny pieprz, czy nawet balsam peruwiański. 
Od samego początku, Ryski Czarny Balsam wytwarzany jest i przez 32 dni przechowywany w dębowych beczkach, a następnie w buteleczkach z pierwszej w Rydze fabryki ceramiki. Specyficzny słodko-kwaśny smak jest wywoływany z jednej strony przez palony cukier, z drugiej zaś przez dębowe beczki.

## Zastosowanie lecznicze
Uważa się, że Czarny Balsam, jako likier ziołowy, może mieć zastosowanie w leczeniu dolegliwości układu trawiennego. Według niektórych źródeł, ma on pomagać również na przeziębienie, bóle zębów i głowy, odmrożenia, różyczkę, ukąszenia, zwichnięcia, czy nawet złamania kończyn[niewiarygodne źródło?].